# Helena M.L. Forbes
Para consultar la biografía de la artista y educadora artística estadounidense del mismo apellido, véase Helen Katharine Forbes.
Helena Madelain Lamond Forbes (11 de septiembre de 1900- 5 de septiembre de 1959) fue una botánica escocesa, que con su familia, y siendo ella muy joven, se trasladaron a Sudáfrica. Entre 1936 y 1937 trabajó en Kew Gardens.

## Biografía
Helena Madelain Lamond Forbes nació el 11 de septiembre de 1900 en Forfar, Escocia. Cuando era una niña, sus padres emigraron a Durban (Sudáfrica) y Forbes pasó su infancia en aquel país.
El 1 de julio de 1919 se unió Natal Herbarium en Durban como asistente junior en la división de botánica. Llegó a ser responsable del mantenimiento del herbario y de la identificación de las plantas. A partir de 1936-37 trabajó en los Kew Gardens de Londres como “South African Liaison Officer”.
Posteriormente volvió a Sudáfrica, donde comenzó a trabajar en el National Herbarium de Pretoria en 1938. En 1940 volvió al Natal Herbarium como Curadora y se quedó en ese puesto hasta su jubilación el 10 de septiembre de 1955. En el momento de su jubilación se la describió como "una incondicional que mantenía las ruedas de la botánica en movimiento en el herbario".
Sufría de artritis reumatoide y murió el 5 de septiembre de 1959.

## Investigación
Forbes está reconocida como una autoridad sobre la flora de Natal y, a pesar de que no publicó muchas obras, sí contribuyó a dos revisiones fundamentales del género: Psoralea y Tephrosia. Su trabajó sobre Psoralea comenzó ya al inicio de su carrera en 1923 y en 1934 comenzó a investigar sobre Tephrosia. a lo largo de su vida publicó los nombres de treinta y dos plantas, entre las que se encuentran: la Ophrestia; o la Kalanchoe albiflora. Durante el periodo que estuvo en el Natal Herbarium añadió 1400 especímenes a la colección, la mayoría de los cuales eran de aquella región. Trabajó también en el género Cassia, y en la flora de Isipingo.

## Honores

### Eponimia
Especies de alga
- AdiantaGelidiaceae. 1996. Catalogue of the Benthic Marine Algae of the Indian Ocean. Univ. of California Publications in Botany 79. Ed. Univ. of California Press, 1.259 pp. ISBN 0520098102[8]

- La abreviatura «H.M.L.Forbes» se emplea para indicar a Helena M.L. Forbes como autoridad en la descripción y clasificación científica de los vegetales.[9]